# Max Krenkel

Max Krenkel in einer Kleinplastik von Adolf Rehm, vor 1928, im Stadtmuseum Dresden

Max Krenkel (vollständiger Name Peter Maximilian Krenkel; * 9. März 1839 in Chemnitz; † 10. Februar 1901 in Dresden) war ein deutscher Privatgelehrter und Stifter vorrangig in Dresden.

## Leben und Wirken
Max Krenkel als studierter Theologe vertrat eine wissenschaftlich-kritische Behandlung des Neuen Testaments. Auch beschäftigte er sich mit dem sächsischen protestantischen Religionseid. Er beherrschte das Griechische und Hebräische ebenso wie das Spanische. Hier veröffentlichte er Übersetzungen spanischer Dramen, unter voller Anerkennung von Seiten der Fachgelehrten. Am 12. Dezember 1898 verlieh ihm die Theologische Fakultät der Universität Zürich die Würde eines Ehrendoktors (Dr. theol. h. c.).

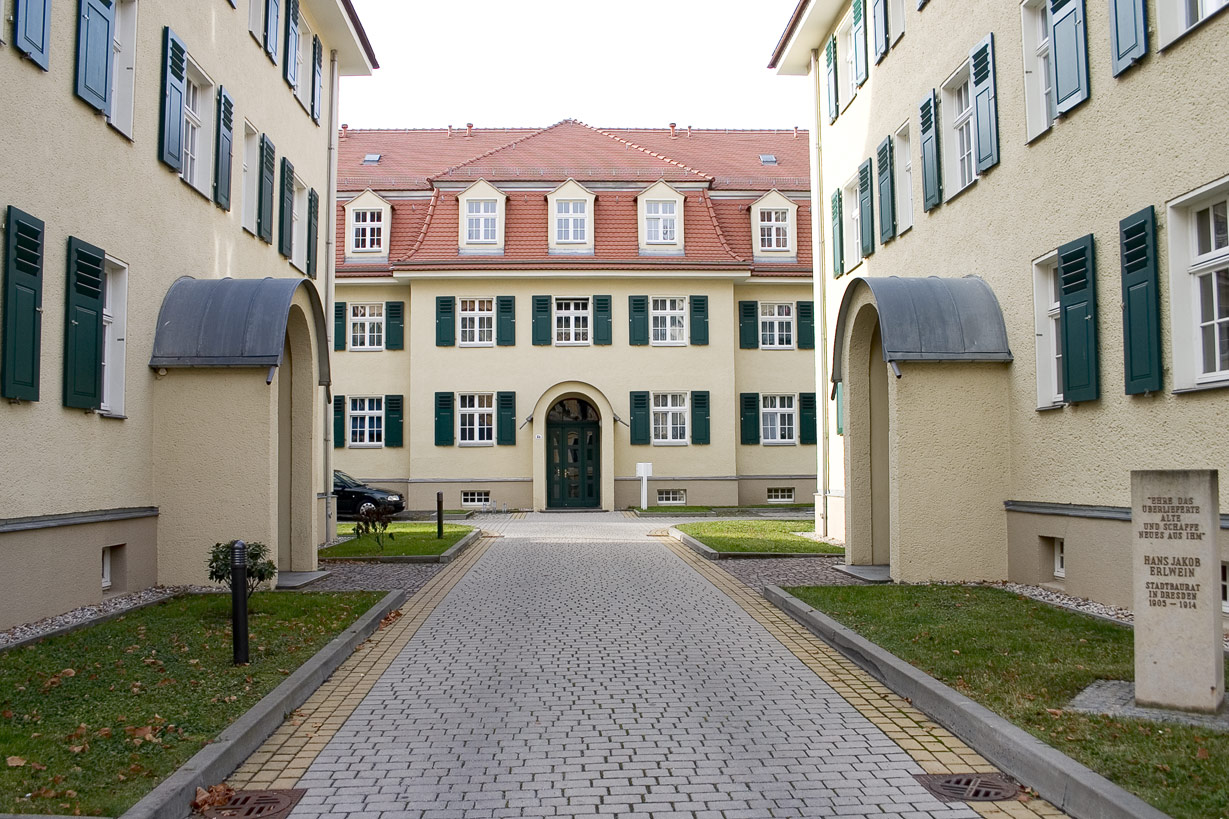
Teil der Wohnbebauung der Krenkelhäuser in Dresden-Löbtau (November 2005), Klingestraße; entworfen und erbaut unter Leitung des Dresdner Stadtbaurates Hans Erlwein, 1910–1911

Krenkel erbte durch den Tod seines Vaters ein beträchtliches Vermögen, weshalb er keinen Beruf ausüben musste. Insgesamt gab er fast eine Million Mark für wohltätige und gemeinnützige Zwecke aus. Er spendete zu Lebzeiten und vermachte einen Großteil seines Vermögens nach seinem Tod an seine Heimatstadt Chemnitz und an die Stadt Dresden. Beide erhielten jeweils 300.000 Mark für eine Stiftung, die jeweils den Namen „Krenkel-Stiftung“ trugen. Weiterhin erhielt die Universität Zürich eine Stiftung von ihm, mit dem Namen Providentiae memor (dt. „Der Vorsehung eingedenk“). In Dresden-Löbtau erinnern die „Krenkelhäuser“ an seine Stiftung.
Er zog 1872 von Chemnitz nach Dresden-Altstadt, Bergstraße 45, wo er bis zu seinem Tode 1901 wohnte. Er verstarb im Viktoriahaus und wurde auf dem Alten Annenfriedhof beigesetzt.
Seinen Nachlass stiftete er der damaligen königlich öffentlichen Bibliothek (der späteren Sächsischen Landesbibliothek und heutigen Landesbibliothek und Universitätsbibliothek Dresden). Einige seiner Werke werden von verschiedenen Verlagen auch nach 2000 noch verlegt.

## Krenkel-Stiftung Chemnitz

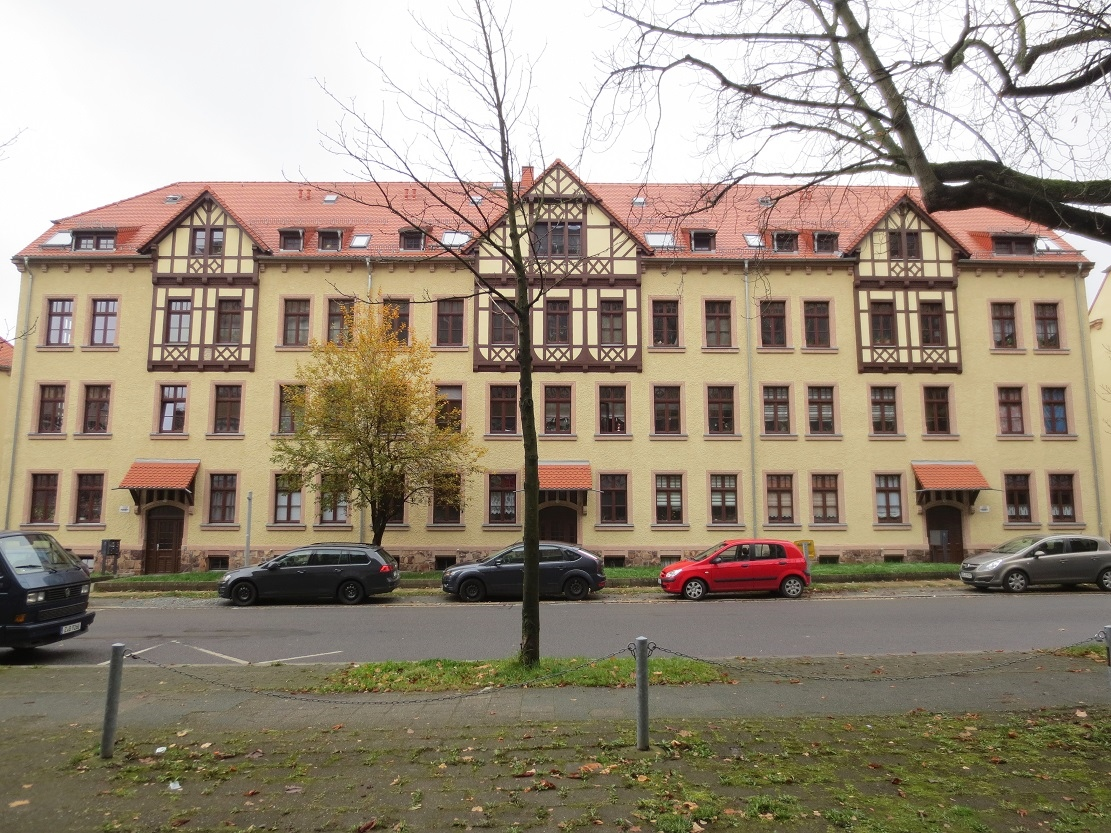
Eines der Wohngebäude in Chemnitz-Altchemnitz, das einst aus der Zuwendung Krenkels errichtet wurde (2014)

Krenkel vermachte der Stadt Chemnitz 300.000 Mark, damit diese auf städtischen Bauplätzen Häuser mit preiswerten Wohnungen für einkommensschwache Bevölkerungsgruppen errichten könne. Die Stadt brachte das Bauland bei und übernahm unter Leitung des Stadtbaurats Richard Möbius auch die Errichtung von drei Häusergruppen an der (heutigen) Ecke Altchemnitzer Straße / Wilhelm-Raabe-Straße. Möbius lehnte sich architektonisch an die Ideale der Heimatschutzbewegung an, die sich für bodenständige Bauweisen und Materialien einsetzte. Fenstereinfassungen und Gesimse wurden aus Hilbersdorfer Porphyr geschaffen, die Obergeschosse sind teilweise durch vorgeblendetes Fachwerk aufgelockert. Nicht zuletzt dank Vorgärten fiel der Wohnstandard höher ausfiel als bei üblichen Mietskasernen. Nach 1990 dem Verfall preisgegeben, wurde dieses denkmalgeschützte Wohnkarree vor dem Abriss bewahrt und im Zeitraum 2007–2008 vollständig saniert.

## Ehrungen
In Dresden-Striesen wurde eine Straße nach ihm benannt, ebenso in Chemnitz-Altchemnitz.

## Werke und Schriften (Auswahl)
- Paulus, der Apostel der Heiden. 1869.[15]
- Der Apostel Johannes. 1871.[15]
- Religionseid und Bekenntnisverpflichtung. Bassermann, Heidelberg 1869 (SLUB).
- Beiträge zur Aufhellung der Geschichte und Briefe des Apostels Paulus. Schmetschke, Braunschweig 1890 (SLUB).
- Josephus und Lukas. Haessel, Leipzig 1894.